# Марко Благојевић
Марко Благојевић (1976) српски је политиколог, менаџер и дипломата. Тренутни је амбасадор Србије у Никозији (Република Кипар).  
Дипломирао је на Факултету за менаџмент малих и средњих предузећа у Београду и на Факултету политичких наука у Београду. На потоњем је и специјализирао политикологију религије и завршио мастер студије у области еколошке политике. Положио је царински испит који представља стручни испит за запослене у Управи царина, стручни испит за рад у државним органима и дипломатско-конзуларни испит.  
Ожењен је и има троје деце. Течно говори енглески језик.

## Семинари о корупцији
Учествовао је на вишем семинару о прању новца који је организовало америчко Министарство финансија. Учествовао је и на семинару „Унутрашња контрола - очување интегритета и борба против корупције” у организацији Министарства националне безбедности САД-а. Био је учесник и неколико специјалистичких семинара из разних области у земљи и иностранству. 

## Спортиста
Он је и спортски радник. Активно се бавио спортом и носилац је мајсторског звања - инструктор борилачких вештина. 

## Каријера у државној управи
Каријеру у државној управи је почео 2004. као шеф Групе за борбу против организованог криминала, тероризма и прања новца Управе царина Србије (која је тада била део СЦГ), а на истом положају остаје и још годину дана по распаду СЦГ. Од 2007. до 2012. је био заменик директора у два приватна предузећа. Од 2012. до 2014. је био посебан саветник министра спољних послова Републике Србије Ивана Мркића. У оквиру те функције је био члан државне делегације Србије на редовном заседању Генералне скупштине ОУН-а у Њујорку 2013. и на Самиту Афричке уније у Адис Абеби 2014. године. Од фебруара до маја 2014. је био генерални секретар МСП-а Србије. У мају 2014. је постао амбасадор Министарства спољних послова Републике Србије. Дана 22. јуна 2016. године је постао народни посланик Народне скупштине Републике Србије. Са те функције је смењен након именовања на место амбасадора. 
Дана 22. фебруара 2017. године је постављен за амбасадора у Кипру. 